# Megachile afra
Megachile afra är en biart som beskrevs av Pasteels 1965. Megachile afra ingår i släktet tapetserarbin, och familjen buksamlarbin. Inga underarter finns listade i Catalogue of Life.